# Siphelele Mashwama
Siphelele Mashwama, anche nota come Inkhosikati LaMashwama (1998), è la quindicesima Inkhosikati (regina consorte) di eSwatini dal 2019, come quindicesima moglie di Mswati III.

## Biografia

### Nascita
Siphelele è nata nel 1998, figlia di Petros, docente al dipartimento d'informatica dell'Università dell'eSwatini, e di Jabulile Mashwama.
Completati gli studi secondari al Waterford Kamhlaba United World College of Southern Africa di Mbabane, si iscrisse all'Università di Rochester, dove presentò nel 2016 un articolo sull'empatia come relatrice a una conferenza. I suoi studi universitari furono interrotti dai genitori, in modo che potesse tornare in patria per sposare il re Mswati III.
L'annuncio ufficiale fu dato da Hlangabeza Mdluli e le nozze si sono tenute nel 2019. Nel 2021, dopo la nascita di suo figlio, ha ufficialmente assunto il titolo di inkhosikati.

### Impegni ufficiali

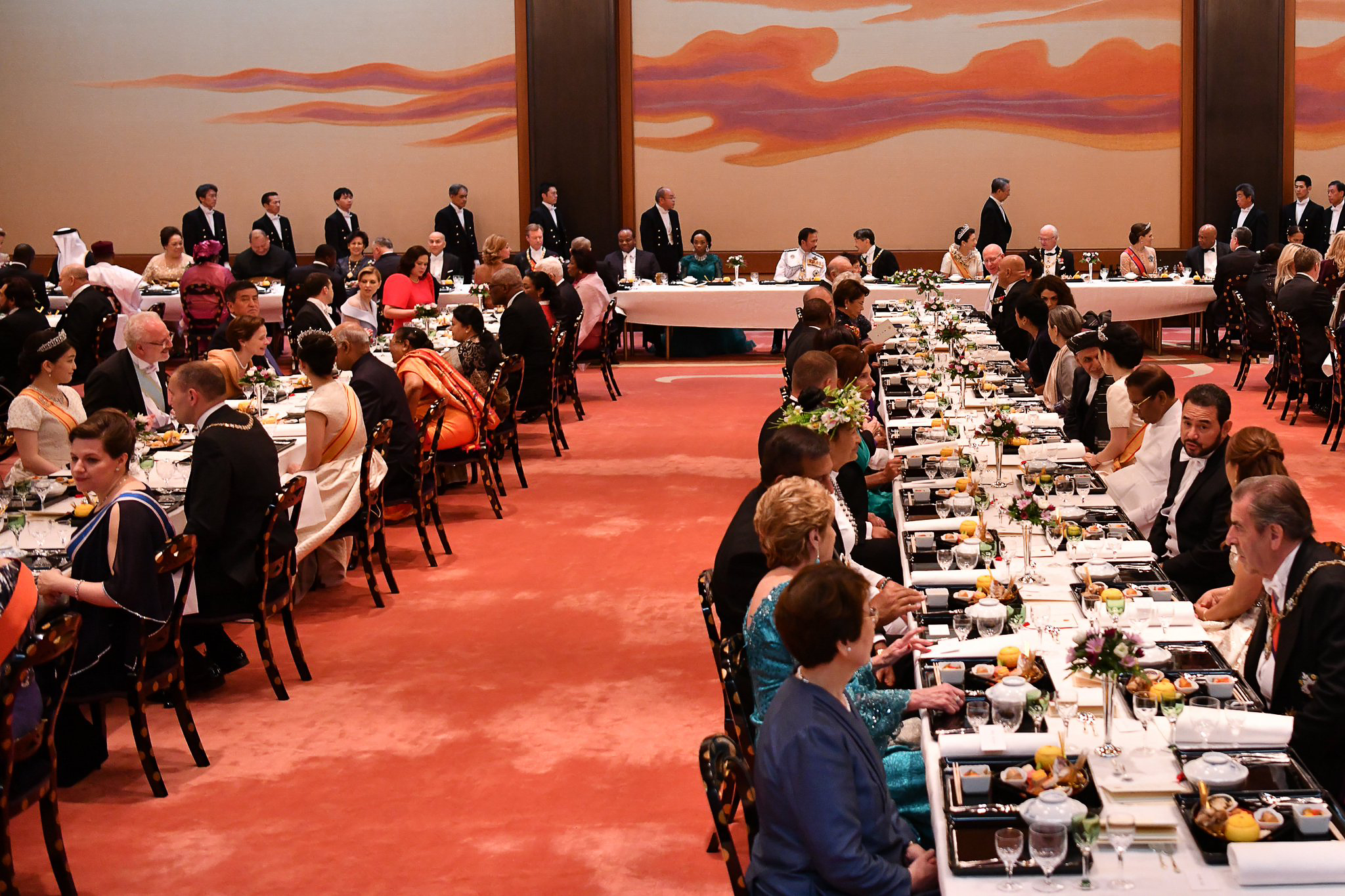
L'Inkhosikati LaMashwama, al centro dell'immagine, durante il banchetto per l'insediamento di Naruhito

Nel 2019 ha accompagnato il marito in Giappone all'intronizzazione di Naruhito, alla visita di Stato in Indonesia per il secondo insediamento del presidente Joko Widodo e al vertice Russia-Africa a Soči.

## Discendenza
Siphelele Mashwama e Mswati III di eSwatini hanno un figlio:
- Principe Mkhandlo Dlamini (2021).[1][4]

## Titoli e trattamento
- 2021 - attuale: Sua Altezza Reale, l'Inkhosikati LaMashwama